# Pielomastax acuticerca
Pielomastax acuticerca is een rechtvleugelig insect uit de familie Episactidae. De wetenschappelijke naam van deze soort is voor het eerst geldig gepubliceerd in 1999 door Zheng & Fu.